# Jo mai mai
Jo mai mai és una sèrie de televisió de temàtica juvenil destinada a tota la família, dirigida per Uri Garcia, Sílvia Quer i Román Parrado per a TV3. És protagonitzada per un repartiment coral que compta amb noms coneguts com Clàudia Riera, Miki Núñez i Jan Buxaderas entre d'altres. La creació de la sèrie està inspirada en la reeixida Go!azen, emesa al primer canal d'ETB, la televisió pública del País Basc.
La sèrie es va estrenar el 22 de gener de 2024 i la primera temporada consta de vuit capítols de 45 minuts. Està rodada al Vallès Oriental i també apareixen localitzacions com Barcelona, el Montseny, Banyoles i els Pirineus.
La sèrie va aconseguir una quota de pantalla de l'11,7% de mitjana durant tota la temporada, sent líder d’audiència en la seva franja horària. El maig de 2024 es va anunciar que la sèrie tindria una segona temporada, que fou estrenada el 10 de febrer de 2025 amb tots els episodis disponibles aquell dia a la plataforma 3Cat.

## Argument
Està ambientada en unes colònies d'estiu amb vuit adolescents de protagonistes, tots marcant un clar "rol" dintre del grup. Principalment, tracta dels primers cops que marquen la vida, però també reflectint el xoc generacional entre pares i fills. La sèrie parla d'aquells sentiments universals que afecten les diferents generacions: la por, l'alegria i la sorpresa que provoquen els canvis a través de la música catalana icònica dels últims 30 anys (incloent-hi Bad Gyal, Obrint Pas, The Tyets i els Pets). Anirà acompanyada de continguts transmèdia que acompanyaran la sèrie.

## Repartiment

### Principal
- Clàudia Riera com a Mai Garcia Rosselló
- Jan Buxaderas com a Èric Picó Martínez
- Maria Morera Colomer com a Rita Plana Schepper
- Joel Cojal com a Yabsera "Yab" Martí Moral
- Zoé Arnao com a Sofia Rodríguez
- Biel Rossell Pelfort com a Ramon Vilardell Coll "Billy"
- Imèn Akandouch com a Noor Alaoui
- Aleix Otem com a Oriol Prats González
- Berta Rabascall com a Èlia Picó Martínez
- Miki Núñez com a David
- Pere Ponce com a Pere Garcia
- Mireia Aixalà com a Eva Rosselló
- Moha Amazian com a Samir
- Júlia Westermeyer com a Martina  (2a temporada)
- Adrià Salazar com a Guim (2a temporada)
- Albert Salazar com a Manu (2a temporada)
- Julia Padonou com a Gio (2a temporada)
- David Menéndez com a Roger (Episodi 2 - Episodi 4)
- Mar Pawlowsky com a Cat
- Mercè Arànega com a Dolors (Episodi 2 - Episodi 3 - Episodi 5- Episodi 6)
- Àgata Roca[a] com a Iolanda Martínez (Episodi 1; Episodi 3)
- Patrícia Bargalló[b] com a Coral (Episodi 1; Episodi 4)
- Joan Negrié com a Víctor (Episodi 1; Episodi 4)

### Convidat
- Hamid Krim com a Karim Alaoui (Episodi 1 - Episodi 2 - Episodi 5 - Episodi 6)
- Edu Gibert com a Samuel (Episodi 1 - Episodi 6)
- Míriam Alamany com a Frida Schepper (Episodi 1 - Episodi 2 - Episodi 5 - Episodi 6)
- Xavi Ricart com a Artur Plana (Episodi 1 - Episodi 2)
- Tamara Ndong Bielo com a Su (Episodi 1 - Episodi 7)
- Roser Dresaire com a Vane (Episodi 1)
- Ferran Casadevall com a Toni (Episodi 1)
- David Olivares com a Dani (Episodi 1 - Episodi 6)
- Antoni Benavent com a Bernie (Episodi 1)
- Queralt Canadell Gómez com a Queralt (Episodi 1)
- Enzo Oliver com a Bruno (Episodi 1)
- Sara Espígul com a Mare Noor (Episodi 5)

Notes
1. ↑  Acreditada com a principal a partir del tercer episodi.
2. ↑  Acreditats com a principal a partir del quart episodi.

## Rebuda
Joan Burdeus, escrivint per Núvol, en va fer un crítica positiva després del primer episodi. Va assenyalar que, tot i que Jo mai mai és molt poc innovadora, té «els menors de divuit anys més ben escrits que he vist a TV3 en moltíssim temps» i va concloure que, a diferència d'altres sèries semblants, pretén agradar a una franja d'edat molt concreta en lloc d'intentar satisfer-ne d'altres. Burdeus va destacar particularment les actuacions de Clàudia Riera, Maria Morera i Imèn Akandouch.
La sèrie ha estat vista per més de 500.000 espectadors a 3Cat.

## Episodis

### 1a Temporada
| Núm. total | Núm. de la temporada | Títol      | Direcció                 | Guió                             | Data d'emissió original | Espectadors (milions) |
| ---------- | -------------------- | ---------- | ------------------------ | -------------------------------- | ----------------------- | --------------------- |
| 1          | 1                    | «Arribada» | Román Parrado            | Albert Plans i Sergi Pompermayer | 22 de gener de 2024     | 319.000 (16,1%)       |
| 2          | 2                    | «Rara»     | Román Parrado            | David Plana                      | 29 de gener de 2024     | 303.000 (14,8%)       |
| 3          | 3                    | «Calor»    | Sílvia Quer              | Eric Moral                       | 5 de febrer de 2024     | 214.000 (10,8%)       |
| 4          | 4                    | «Por»      | Sílvia Quer              | Laia Aguilar                     | 12 de febrer de 2024    | 222.000 (11,5%)       |
| 5          | 5                    | «Cavalls»  | Sílvia Quer i Uri Garcia | Mar Picó                         | 19 de febrer de 2024    | 221.000 (10,9%)       |
| 6          | 6                    | «Ràbia»    | Uri Garcia               | David Plana                      | 26 de febrer de 2024    | 193.000 (9,4%)        |
| 7          | 7                    | «Judici»   | Uri Garcia               | Laia Aguilar                     | 4 de març de 2024       | 181.000 (9,3%)        |
| 8          | 8                    | «Fosc»     | Román Parrado            | Sergi Pompermayer                | 11 de març de 2024      | 219.000 (11,1%)       |

### 2a Temporada
| Núm. total | Núm. de la temporada | Títol            | Direcció         | Guió             | Data d'emissió original | Espectadors (milions) |
| ---------- | -------------------- | ---------------- | ---------------- | ---------------- | ----------------------- | --------------------- |
| 9          | 1                    | «Canvis»         | Sense determinar | Sense determinar | 10 de febrer de 2025    | Sense anunciar        |
| 10         | 2                    | «Màgia»          | Sense determinar | Sense determinar | 10 de febrer de 2025    | Sense anunciar        |
| 11         | 3                    | «Seducció»       | Sense determinar | Sense determinar | 10 de febrer de 2025    | Sense anunciar        |
| 12         | 4                    | «Fràgil»         | Sense determinar | Sense determinar | 10 de febrer de 2025    | Sense anunciar        |
| 13         | 5                    | «Resistència»    | Sense determinar | Sense determinar | 10 de febrer de 2025    | Sense anunciar        |
| 14         | 6                    | «Furor»          | Sense determinar | Sense determinar | 10 de febrer de 2025    | Sense anunciar        |
| 15         | 7                    | «Amor»           | Sense determinar | Sense determinar | 10 de febrer de 2025    | Sense anunciar        |
| 16         | 8                    | «Nous horitzons» | Sense determinar | Sense determinar | 10 de febrer de 2025    | Sense anunciar        |